# Allendale, Michigan
Allendale är en så kallad census-designated place i Ottawa County i Michigan. Vid 2010 års folkräkning hade Allendale 17 579 invånare.